# Kostel svatého Jakuba (Toruň)
Kostel svatého Jakuba v Toruni (původní zasvěcení svatých apoštolů Filipa a Jakuba) je římskokatolický farní kostel gotického původu, trojlodní cihlová bazilika. Nachází se v Novém Městě (nejmladší části městské čtvrti Stare Miasto) v Toruni a jeho věž je jednou ze dvou dominant města.

## Historie

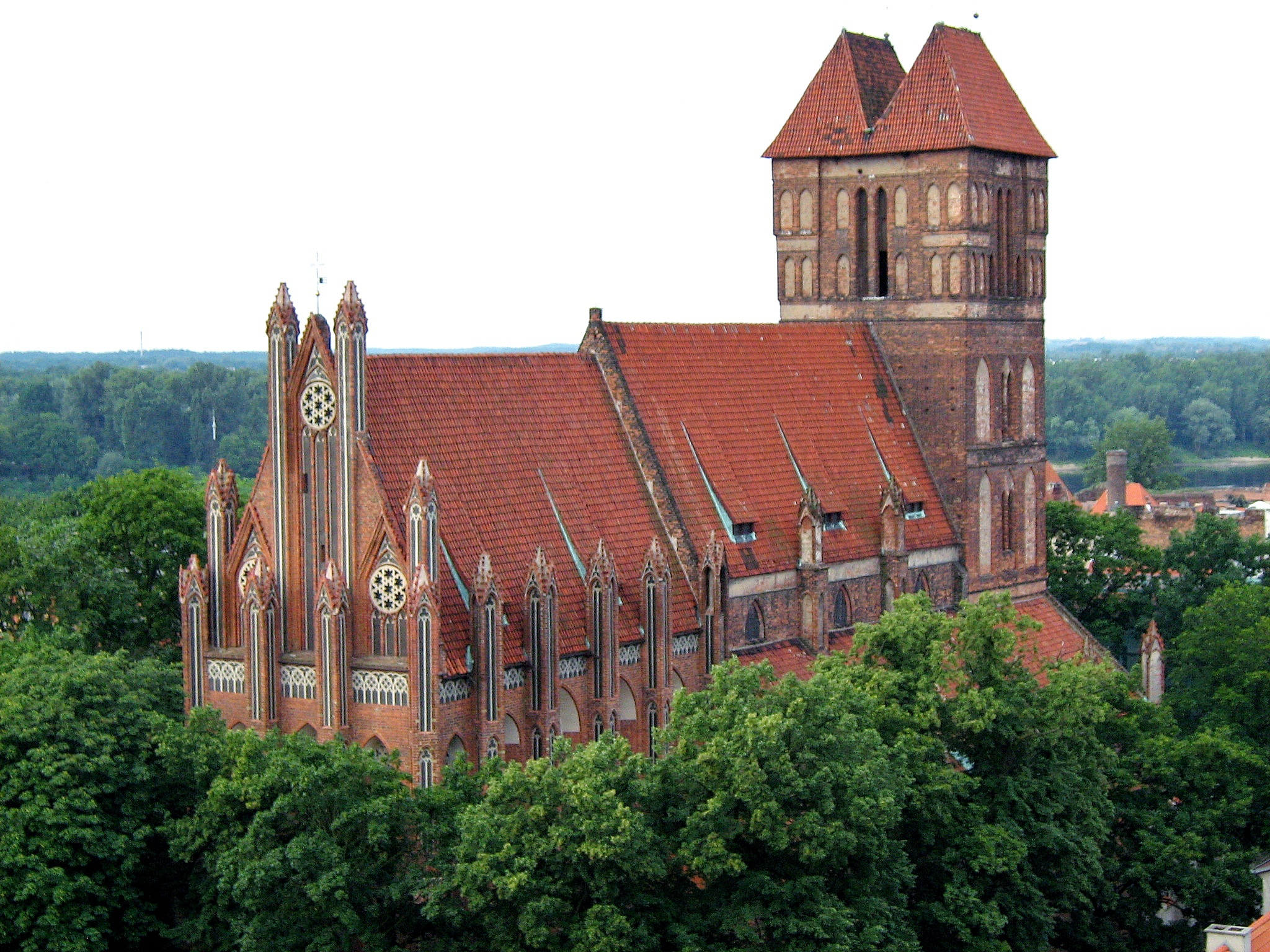
Kostel sv. Jakuba od východu

Stavba vznikla do vytyčené uliční sítě Špitální ulice, proto nemá přesnou východní orientaci presbytáře, ale směřuje na severovýchod. Základní kámen cihlové stavby položil chelmský biskup Heřman v roce 1309 a v témže roce byla zahájena výstavba pravoúhlého presbytáře, sklenutého paprsčitou žebrovou klenbou, takže prostor se zevnitř zdánlivě jeví jako polygon. Na vnější straně má bohatou architektonickou dekoraci, s přilehlou sakristií, orientovanou na sever. Do roku 1340 byla dokončena výstavba trojlodní baziliky s mohutnými vnějšími opěráky, završenými vimperky, s trojbokými štíty a lípanými kružbami. Taková dekorace byla pro region Chełmno vzácná, používala se spíše v západní Evropě. Od roku 1359 do poloviny 15. století byly v bočních lodích dostavěny kaple, jimiž se oproti původní úzké stavbě rozšířil půdorys kostela a zvedly se střechy bočních lodí.
Charakteristická dvojice sedlových střech na čtyřpodlažní věži byla dostavěna až po požáru v roce 1455. Věž má pevnostní charakter a při ohrožení města sloužila obyvatelům jako refugium. V roce 1345 bylo patronátní právo ke kostelu svěřeno cisterciáckému klášteru, později benediktinským jeptiškám. Od roku 1557 kostel sloužil novoměstským evangelíkům, v letech 1667–1833 jej opět převzaly do své správy benediktinky. V roce 1724 začaly v okolí kostela náboženské nepokoje mezi katolíky a evangelíky, později nazvané Toruňský tumult. Nyní zrekonstruovaná budova bývalého kláštera se nachází na jižní straně od kostela, se kterým byla kdysi spojena širokou chodbou. 13. února 1950 zde byl pohřben biskup Adolf Piotr Szelążek. V červenci 2006 byl kostel připojen k polské trase Svatojakubské cesty, která vede do Toruně od kostela sv. Jakuba v Olštýně.

## Interiér

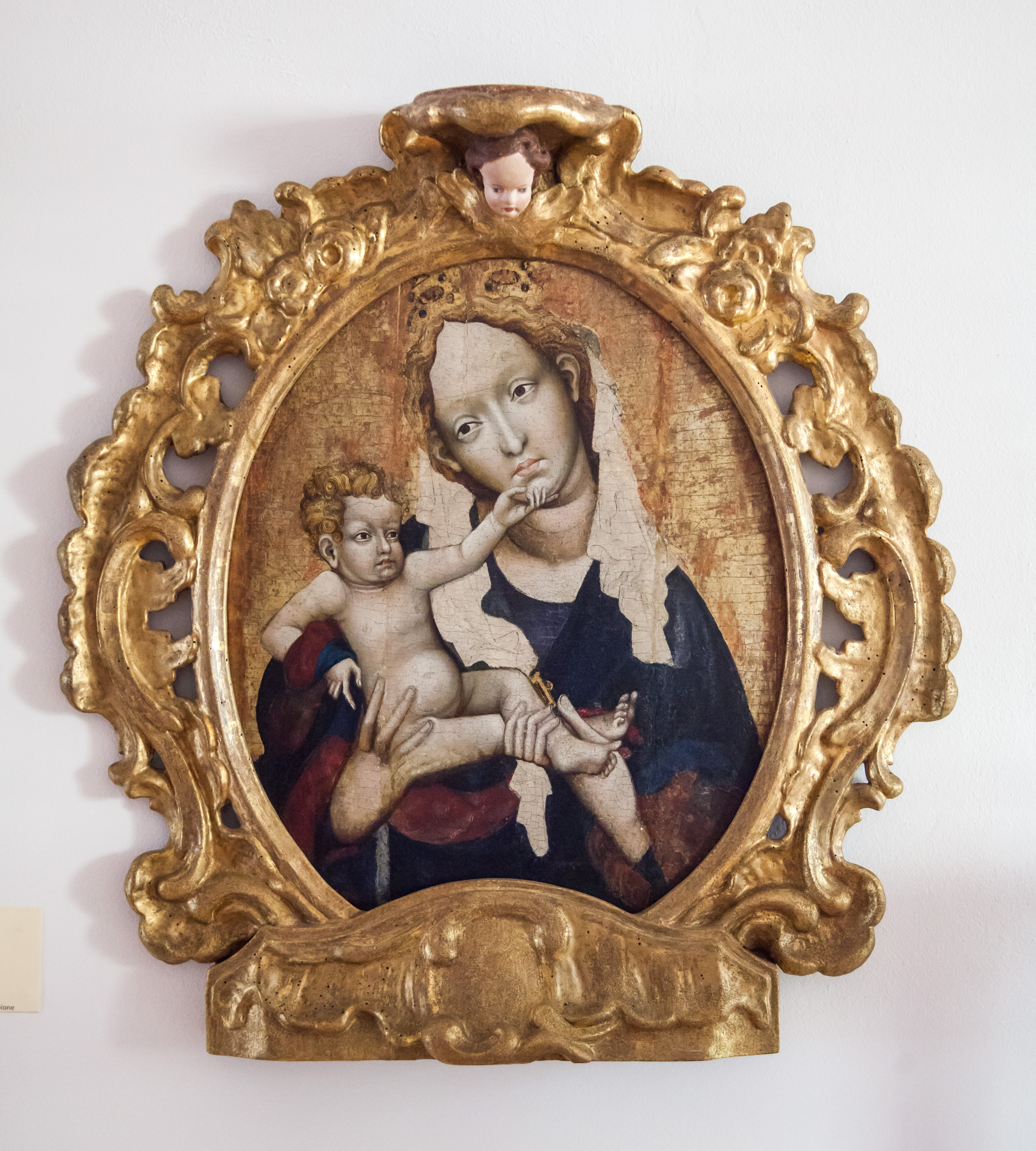
Český mistr: Toruňská madona, kolem 1400

- Cyklus gotických nástěnných maleb pochází ze tří období, Korunování Panny Marie z doby kolem 1330-1350, scény ze života Marie Magdalény z let 1350-1360 a Panna Marie ve slunci mezi světci z let 1500-1510. V letech 1557-1667, kdy chrám patřil protestantům, odstranili středověké oltářní archy a nástěnné malby překryli vrstvou sádry. Při rekonstrukci po druhé světové válce byly malby znovu odkryty.
- Chórové lavice zdobí deskové obrazy apoštolů ze 17. století.
- Gotická toruňská madona - jedna z jejích variant; deskový obraz pochází z dílny českého mistra z doby kolem roku 1400, kolem roku 1740 byl původně obdélný formát seříznut do rokokového rámu ve tvaru kartuše. V současné době je umístěna v diecézním muzeu.
- Mystický krucifix – raně gotická dřevořezba, ze 2. poloviny 13. století, přenesen ze zbořeného kostela dominikánů
- Černý krucifix – raně gotická dřevořezba, z konce 13. století
- Pozdně gotická socha Panny Marie Assumpty s dítětem, polychromovaná dřevořezba, kolem 1500
- Pozdně barokní kazatelna s baldachýnem

- Před kostelem na pilíři stojí pozdně kamenná gotická socha sv. Jakuba Většího s holí, kloboukem a mušlí poutníka.

Kostel sv. Jakuba je chráněn jako kulturní památka Polska; v letech 1999-2003 byla provedena komplexní renovace gotické výzdoby a barokní kazatelny.

## Galerie

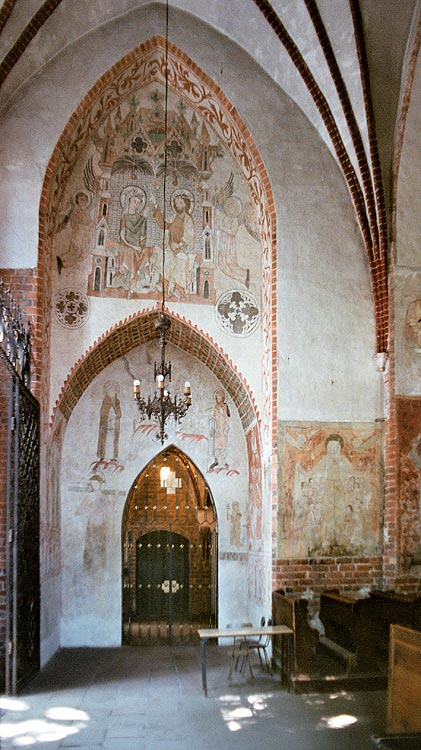
gotická malba 1
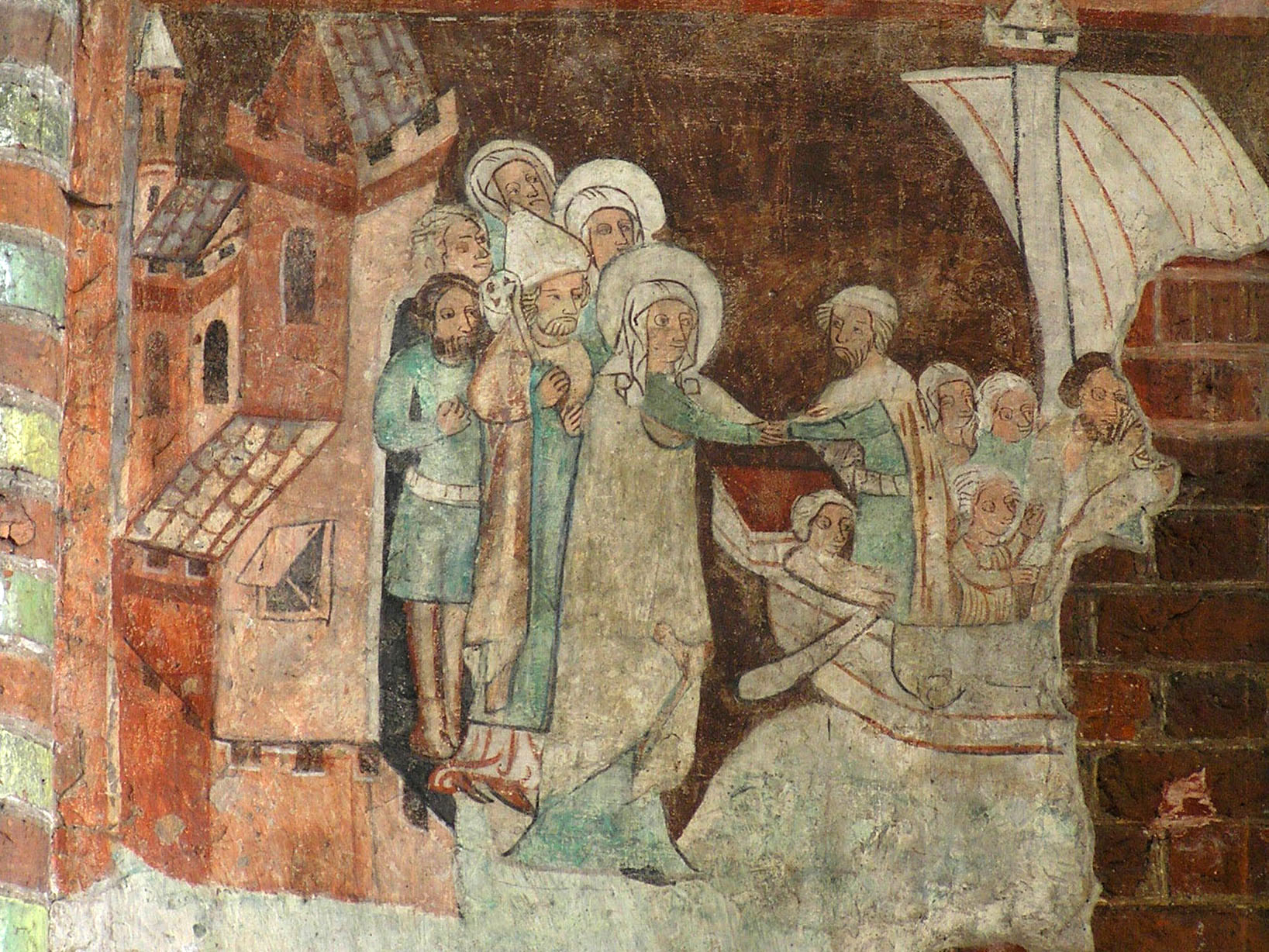
Gotická malba 2: sv.Magdaléna
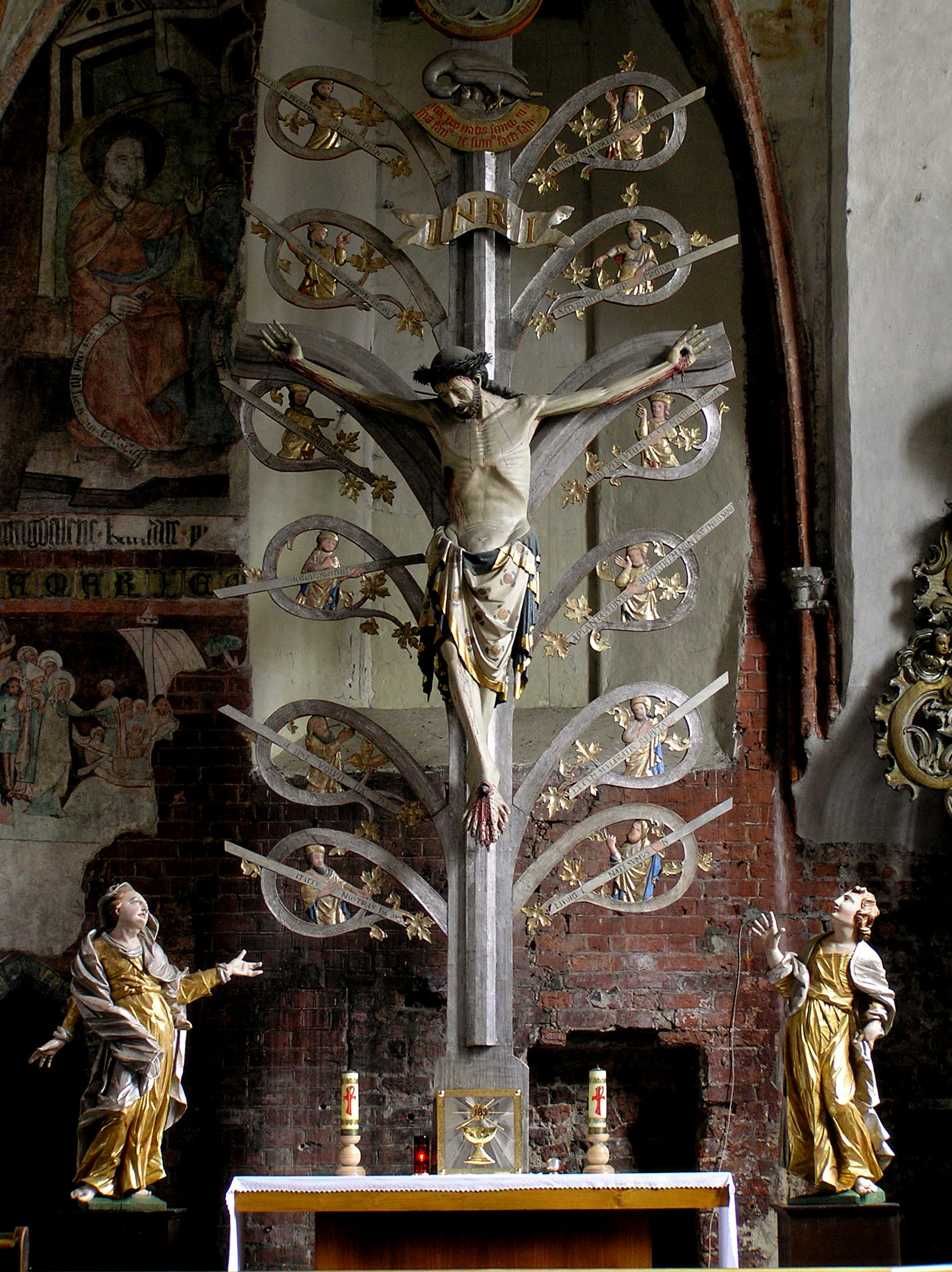
Mystický krucifix od dominikánů
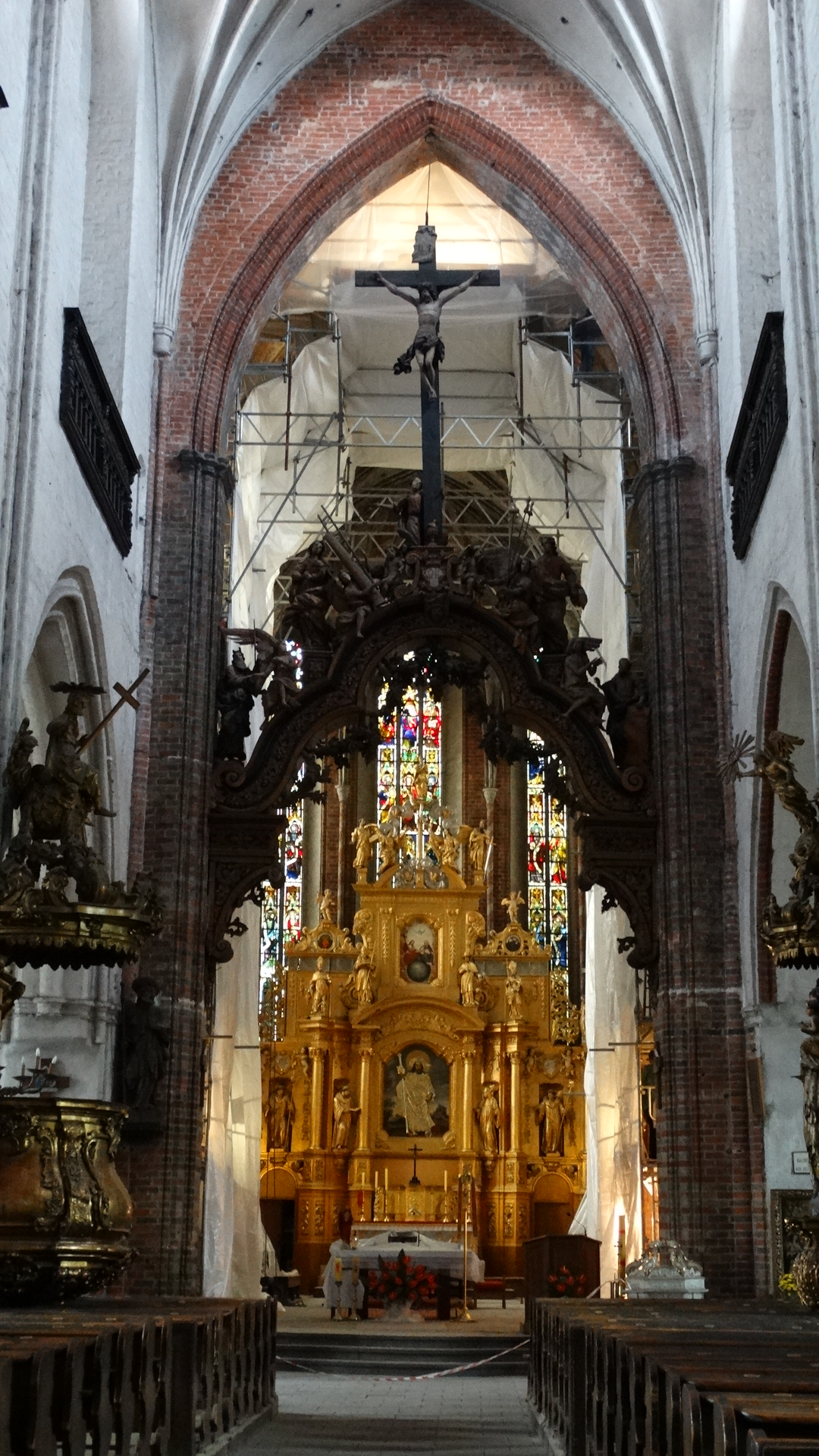
Hlavní loď
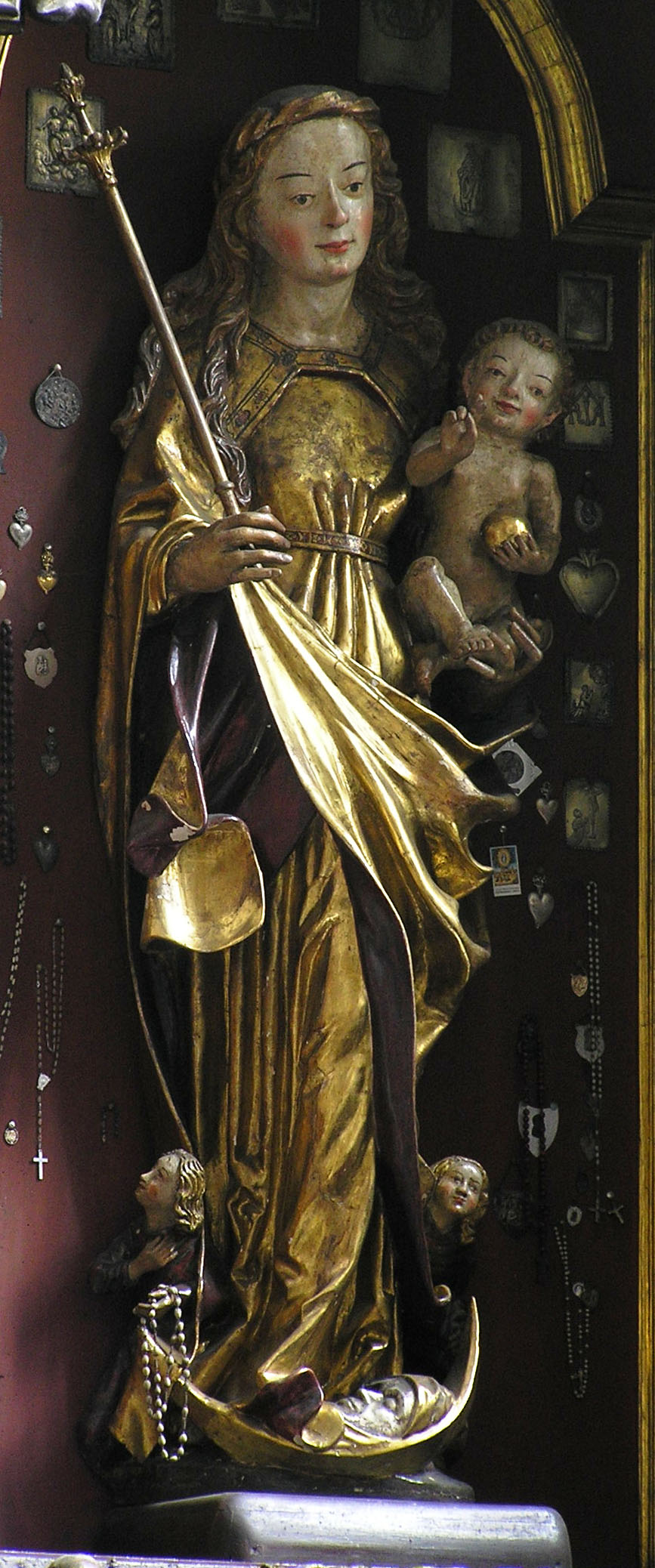
Madona Assumpta
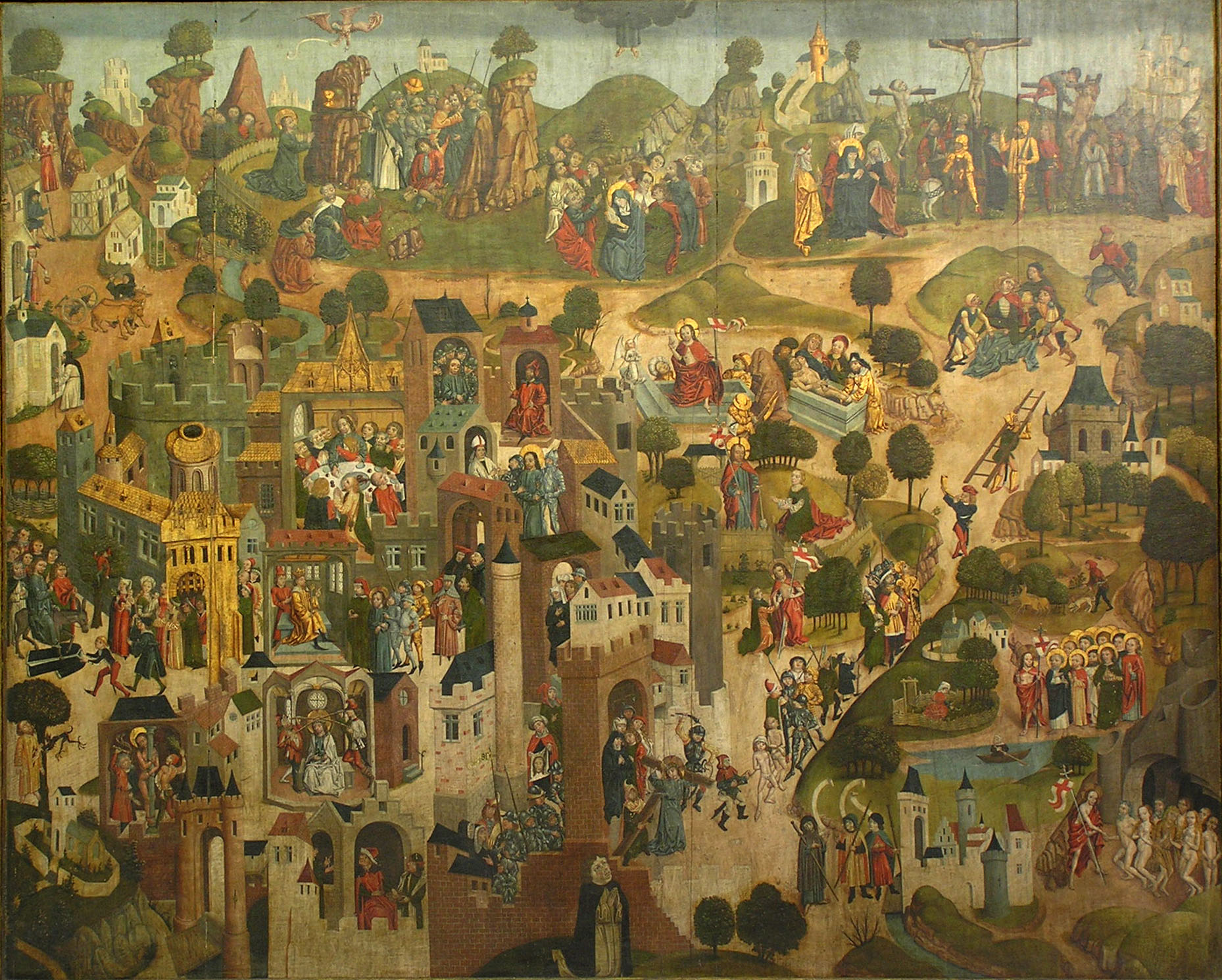
Pašijový cyklus, 1480-1490
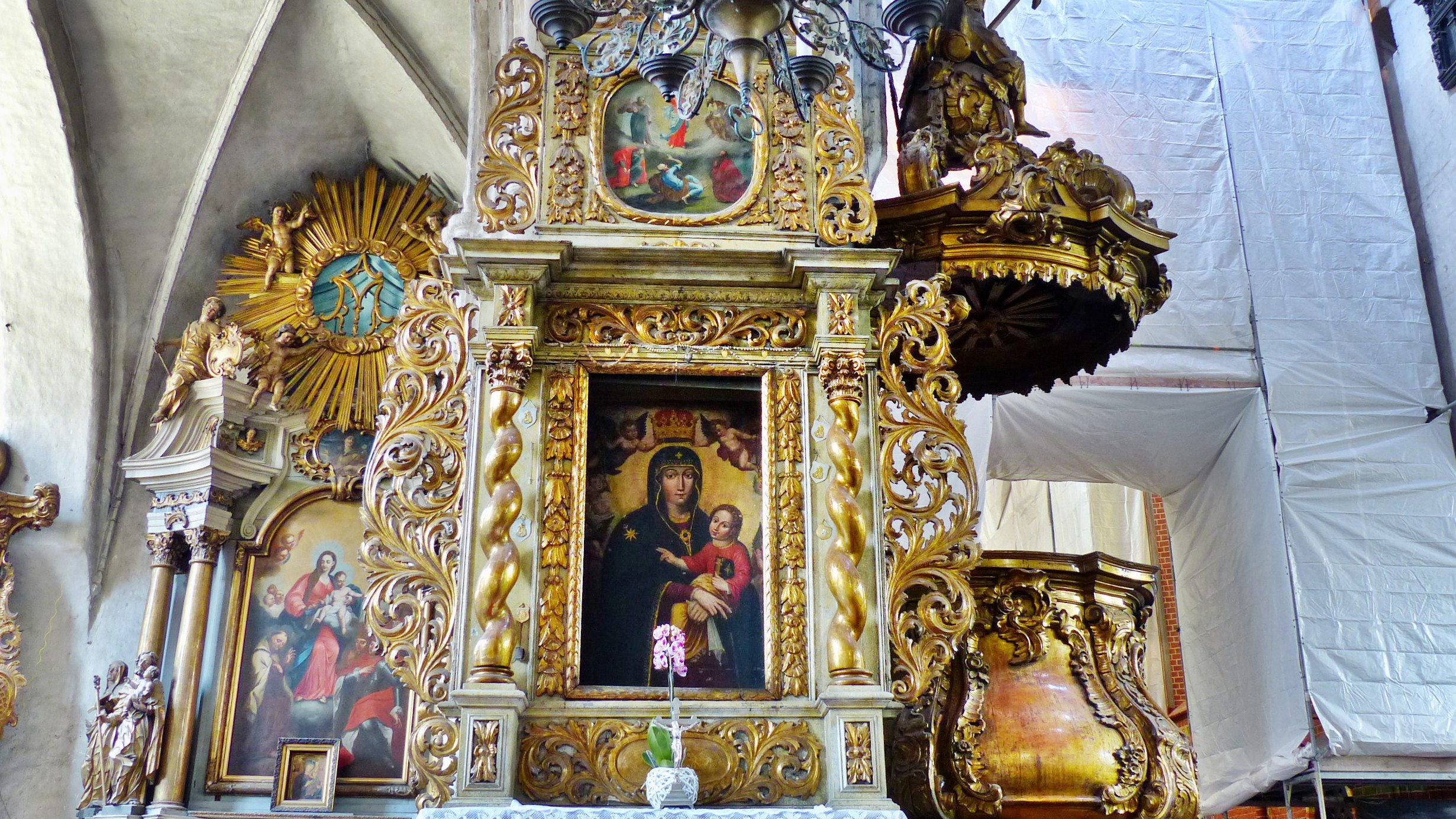
Poutní mariánský oltář
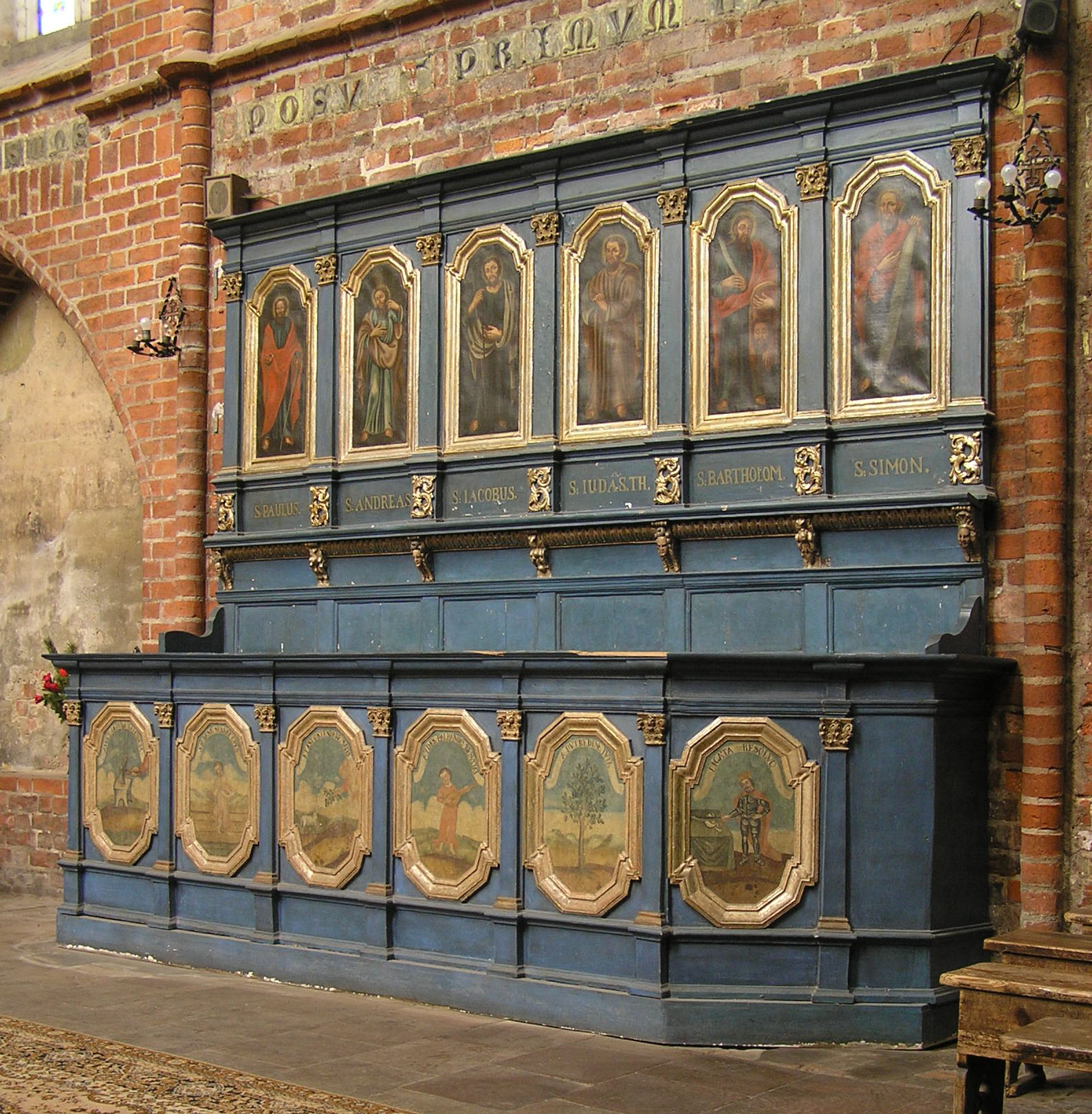
Chórové lavice